# 维克多·科尔奇诺伊
维克托·利沃维奇·科尔奇诺伊（俄语：Ви́ктор Льво́вич Корчно́й，1931年3月23日—2016年6月6日）是一位蘇聯及瑞士的国际象棋选手。雖未贏得任何世界國際象棋錦標賽，但他仍被譽為其中一位最強的國際象棋選手。
科爾奇諾伊出生於列寧格勒，並曾获得4次苏联全国国际象棋赛冠军。1974年，他在世界冠军挑战者资格赛中负于卡尔波夫。1978年和1981年，在国际象棋世界冠军赛中，科尔奇诺伊又负于卡尔波夫。1976年，科爾奇諾在荷兰投诚西方，后定居瑞士。
在目前活跃的国际特级大师中，科尔奇诺伊是年龄最大的一位。他的斗志和对国际象棋的投入也一直受到同行的赞赏。
晚年於瑞士生活，2016年6月6日於沃倫逝世，享年85歲。